# Sven Kramer
Sven Kramer (Heerenveen, 23 aprile 1986) è un ex pattinatore di velocità su ghiaccio olandese.

## Carriera
La prima affermazione senior di Kramer è stata agli Europei di Heerenveen 2005, con la vittoria della medaglia d'argento.
Nella stagione 2005-06 quando vince le prime due gare sui 5.000 in coppa del mondo, ai XX Giochi olimpici invernali conquista poi un argento e un bronzo rispettivamente nei 5.000 metri e nell'inseguimento a squadre. La stagione si conclude con un altro bronzo dietro a Shani Davis ed Enrico Fabris ai mondiali di Calgary. Si conferma nella stagione 2006-07 quando vince gli Europei a Collalbo e i Mondiali.
Nella stagione 2007-08 ottiene il record del mondo sui 5.000 metri, vince gli europei su tutte le quattro distanze ed i mondiali a Berlino (febbraio 2008). Il 14 febbraio 2010 ai XXI Giochi olimpici invernali di Vancouver conquista la sua prima medaglia d'oro olimpica nei 5000 metri col tempo di 6:14'60", nuovo record olimpico. Perde invece la seconda medaglia d'oro nei 10000 metri a causa di un errore a cui è stato indotto dal proprio tecnico Gerard Kemkers. Kramer, nettamente in testa a cinque giri dalla fine, è passato dalla corsia esterna a quella interna proprio su indicazione di Kemkers, mentre a termini di regolamento avrebbe dovuto completare il giro su quella esterna.

## Palmarès

### Giochi olimpici invernali
- 9 medaglie:
  - 4 ori (5000 m a Vancouver 2010; 5000 m, inseguimento a squadre a Soči 2014; 5000 m a Pyeongchang 2018).
  - 2 argenti (5000 m a Torino 2006; 10000 m a Soči 2014);
  - 3 bronzi (inseguimento a squadre a Torino 2006; inseguimento a squadre a Vancouver 2010; inseguimento a squadre a Pyeongchang 2018).

### Mondiali completi
- 12 medaglie:
  - 9 ori (Heerenveen 2007; Berlino 2008; Hamar 2009; Heerenveen 2010; Mosca 2012; Hamar 2013; Calgary 2015; Berlino 2016; Hamar 2017);
  - 3 bronzi (Mosca 2005; Calgary 2006; Calgary 2019).

### Mondiali distanza singola
- 26 medaglie:
  - 21 ori (5000 m, 10000 m e inseguimento a squadre a Salt Lake City 2007; 5000 m, 10000 m e inseguimento a squadre a Nagano 2008; 5000 m, 10000 m e inseguimento a squadre a Vancouver 2009; 5000 m e inseguimento a squadre a Heerenveen 2012; 5000 m e inseguimento a squadre a Soči 2013; 5000 m e inseguimento a squadre a Heerenveen 2015; 5000 m e 10000 m a Kolomna 2016; 5000 m e 10000 m a Gangneung 2017; inseguimento a squadre a Inzell 2019; inseguimento a squadre a Salt Lake City 2020);
  - 3 argenti (1500 m a Nagano 2008; 10000 m a Soči 2013; 5000 m a Salt Lake City 2020);
  - 2 bronzi (1500 m a Gangneung 2017; 5000 m a Inzell 2019).

### Europei completi
- 11 medaglie:
  - 10 ori (Collalbo 2007; Kolomna 2008; Heerenveen 2009; Hamar 2010; Budapest 2012; Heerenveen 2013; Čeljabinsk 2015; Minsk 2016; Heerenveen 2017; Collalbo 2019);
  - 1 argento (Heerenveen 2005).

### Europei distanza singola
- 2 medaglie:
  - 1 oro (inseguimento a squadre a Heerenveen 2020, Heerenveen 2022);
  - 1 argento (5000 m a Heerenveen 2020).

### Mondiali juniores
- 2 medaglie:
  - 1 oro (Seinäjoki 2005);
  - 1 argento (Roseville 2004).

### Coppa del Mondo
- Vincitore della Coppa del Mondo di combinata lunghe distanze nel 2007, nel 2009 e nel 2016.
- Vincitore della Coppa del Mondo di inseguimento a squadre nel 2007, nel 2008, nel 2012, nel 2013, nel 2014, nel 2016 e nel 2017.
- 66 podi (4 nei 1500 m, 37 nei 5000 m, 6 nei 10000 m, 19 nell'inseguimento a squadre):
  - 61 vittorie (3 nei 1500 m, 34 nei 5000 m, 5 nei 10000 m, 19 nell'inseguimento a squadre);
  - 5 secondi posti (1 nei 1500 m, 3 nei 5000 m, 1 nei 10000 m).

## Riconoscimenti
- Sportiva olandese dell'anno (2007)